# Confederació dels Galla Occidentals
La Confederació dels Galla Occidentals fou un embrió d'estat fundat el 1936 i eliminat pels italians.
El 1936, quan els italians van envair Etiòpia, els oromo (galla) occidentals van refusar participar en la lluita, i trenta-tres caps oromo de l'occident van formar la Confederació dels Galla Occidentals sota la direcció de Kumsa Moroda, àlies Habte Mariam Moroda, que va demanar a la Societat de Nacions, a través del cònsol britànic a Gore, el reconeixement, petició que fou ignorada. Es va demanar al govern britànic establir el protectorat sobre la confederació però els britànics van refusar, i els italians van dominar el país (vers 1937).